# ليلاند جون هاوورث
ليلاند جون هاوورث (بالإنجليزية: Leland John Haworth) (و. 1904 – 1979 م) هو فيزيائي، وعالم نووي من الولايات المتحدة الأمريكية . وكان عضواً في الأكاديمية الوطنية للعلوم، والأكاديمية الأمريكية للفنون والعلوم .

## التعليم
تعلم في جامعة ويسكونسن-ماديسون، وجامعة إنديانا

## مناصب وهيئات
أدار معهد ماساتشوستس للتكنولوجيا.